# Jakob Zangerl
Jakob Zangerl (* 26. April 2007 in Innsbruck) ist ein österreichischer Fußballspieler.

## Karriere

### Verein
Zangerl begann seine Karriere bei der SVG Reichenau. Zur Saison 2018/19 wechselte er zum FC Wacker Innsbruck. Im Jänner 2021 wechselte er in die Akademie des FC Red Bull Salzburg, bei dem er fortan sämtliche Altersstufen durchlief.
Im März 2025 stand er gegen die SV Ried erstmals im Kader des Farmteams FC Liefering. Sein Debüt in der 2. Liga folgte im April 2025, als er am 22. Spieltag der Saison 2024/25 gegen den SV Horn in der 75. Minute für Alexander Murillo eingewechselt wurde.

### Nationalmannschaft
Zangerl spielte zwischen 2022 und 2023 achtmal für die österreichische U-16-Auswahl.